# Angelini Holding
Angelini Holding S.p.A., nota anche come Holding Gruppo Angelini è una holding  cui fanno capo le attività del gruppo Angelini nei settori dei farmaci, dei vini, immobiliare, e finanziario.
Il 6 marzo 2022 il "Gruppo Angelini" e Angelini Holding sono diventati "Angelini Industries" con una campagna di rebranding.
L'azionista di riferimento del Gruppo, Thea Paola Angelini, ha acquisito tale ruolo nel 2018 per il tramite di una donazione del padre Francesco Angelini.  A seguito di questa riorganizzazione, Maria Gioiella Angelini ha citato in giudizio la sorella Thea Paola per circonvenzione di incapace ai danni di Francesco Angelini, avanzando richiesta di interdizione. Ulteriori procedimenti, anch'essi in corso, si sono successivamente sviluppati in merito a reati societari denunciati nell'ambito del gruppo Angelini. Le indagini si sono concluse con l'archiviazione in via definitiva delle accuse. Il Tribunale di Velletri, nel 2023, ha sancito la nomina di Thea Paola Angelini come amministratrice di sostegno per la gestione del patrimonio del padre.

## Principali partecipazioni di Angelini Holding S.p.A. nel 2014[5]
- Gruppo Angelini S.p.A. (partecipazione del 100%);
- Alcavis S.p.A. (partecipazione del 100%);
- Angelini Pharmaceuticals Inc S.p.A.;
- Angelini Farmacêutica Lda S.p.A.;
- Angelini Farmaceutica S.p.A. (partecipazione del 100%);
- Angelini Immobiliare S.p.A. (partecipazione del 100%);
- Angelini Pharma Hellas S.A. S.p.A. (partecipazione del 100%);
- Angelini Pharmaceuticals S.r.l. (partecipazione del 100%);
- Angelini Pharmaceuticals Romania S.r.l. (partecipazione del 100%);
- Angelini Pharma Polska Sp.zo.o. S.r.l. (partecipazione del 100%);
- Angelini Pharma Magyarország Kft. S.r.l. (partecipazione del 100%);
- Angelini Technologies–Fameccanica (partecipazione del 100%);
- Bertani Domains S.r.l. (partecipazione del 100%);
- Fater S.p.A. (partecipazione del 50%);
- FINAF S.p.A. (partecipazione del 100%);
- Naberoca XXI, S.L. S.r.l. (partecipazione dell'80%).

## Governance
- Presidente: Francesco Angelini
- Vice Presidente Esecutivo: Thea Paola Angelini
- Vice Presidente e Amministratore Delegato: Sergio Marullo di Condojanni
- Consigliere: Giovanni Ciserani
- Consigliere: Stefano Proverbio
- Consigliere: Lorenzo Tallarigo
- Consigliere: Attilio Zimatore